# غاري ماغيري
غاري ماغيري (بالإنجليزية: Gary Maguire)‏ هو لاعب قذف أيرلندي، ولد في 26 يونيو 1983 في دبلن في جمهورية أيرلندا.